# Cantada
 (juin 2017).
Si vous disposez d'ouvrages ou d'articles de référence ou si vous connaissez des sites web de qualité traitant du thème abordé ici, merci de compléter l'article en donnant les références utiles à sa vérifiabilité et en les liant à la section « Notes et références ».
Albums de Adriana Calcanhotto
Público (album)
(2000) Perfil (album)
(2003)
Cantada est le sixième album de la chanteuse et auteure-compositrice brésilienne Adriana Calcanhotto, sorti en 2002.
L'album a reçu un disque de platine (signifiant que plus de 250 000 exemplaires se sont vendus dans le pays)[réf. nécessaire].

## Liste des titres
| 1.    | Programa (feat. Moreno +2)                                                         | 3:47 |
| 2.    | Justo Agora                                                                        | 3:45 |
| 3.    | Pelos Ares                                                                         | 3:24 |
| 4.    | Eu Espero                                                                          | 3:58 |
| 5.    | Noite                                                                              | 3:42 |
| 6.    | Calor                                                                              | 3:44 |
| 7.    | Sobre a Tarde                                                                      | 4:14 |
| 8.    | Cantada (Depois de Ter Você)                                                       | 3:47 |
| 9.    | A Mulher Barbada (feat. Los Hermanos)                                              | 4:22 |
| 10.   | Sou Sua                                                                            | 4:08 |
| 11.   | Intimidade (Sou Seu)                                                               | 3:10 |
| 12.   | Music / Impressive Instant (feat. Daniel Jobim)                                    | 4:00 |
| 13.   | Se Tudo Pode Acontecer                                                             | 3:49 |
|       | 'Titres bonus'                                                                     |      |
| 14.   | Jornal de Serviço (Leitura em Diagonal das Páginas Amarelas) (feat. BossaCucaNova) | 3:17 |
| 15.   | Ninar                                                                              | 1:45 |
| 54:51 |                                                                                    |      |

## Crédits
- Adriana Calcanhotto : guitare acoustique, chant
- Dé Palmeira : basse
- Kassin : basse, guitare acoustique, piano électrique
- Junior Tostoi, Ricardo Palmeira : guitares
- Berna Ceppas : claviers
- Domenico : batterie
- Marcelo Costa : percussions, ganzá
- Daniel Jobim : piano
- Moreno Veloso : violoncelle
- Chico Chagas : accordéon
- Ramiro Musotto : berimbau, pandeiro, tambourin